# Settore 4
Il Settore 4 (in romeno Sectorul 4) è uno dei sei settori in cui è suddivisa la città di Bucarest, in Romania. Copre la parte meridionale della città.

## Economia
La compagnia aerea Romavia ha avuto la sua sede principale nel Settore 4.

## Quartieri
Il distretto comprende i seguenti 5 quartieri:
- Giurgiului
- Berceni
- Olteniței
- Tineretului
- Văcăreşti

## Politica
Il sindaco del settore è Daniel Băluță, esponente del Partito Social Democratico. È stato eletto alle elezioni del 2016 e rieletto nel 2020. Il Consiglio locale del Settore 4 ha 27 seggi, con la seguente composizione partitica (a partire dal 2020):
|  | Partito  | Seggi | Consiglio attuale | Consiglio attuale | Consiglio attuale | Consiglio attuale | Consiglio attuale | Consiglio attuale | Consiglio attuale | Consiglio attuale | Consiglio attuale | Consiglio attuale | Consiglio attuale |
|  | -------- | ----- | ----------------- | ----------------- | ----------------- | ----------------- | ----------------- | ----------------- | ----------------- | ----------------- | ----------------- | ----------------- | ----------------- |
|  | PSD      | 11    |                   |                   |                   |                   |                   |                   |                   |                   |                   |                   |                   |
|  | USR PLUS | 9     |                   |                   |                   |                   |                   |                   |                   |                   |                   |                   |                   |
|  | PNL      | 5     |                   |                   |                   |                   |                   |                   |                   |                   |                   |                   |                   |
|  | PMP      | 2     |                   |                   |                   |                   |                   |                   |                   |                   |                   |                   |                   |

## Galleria d'immagini

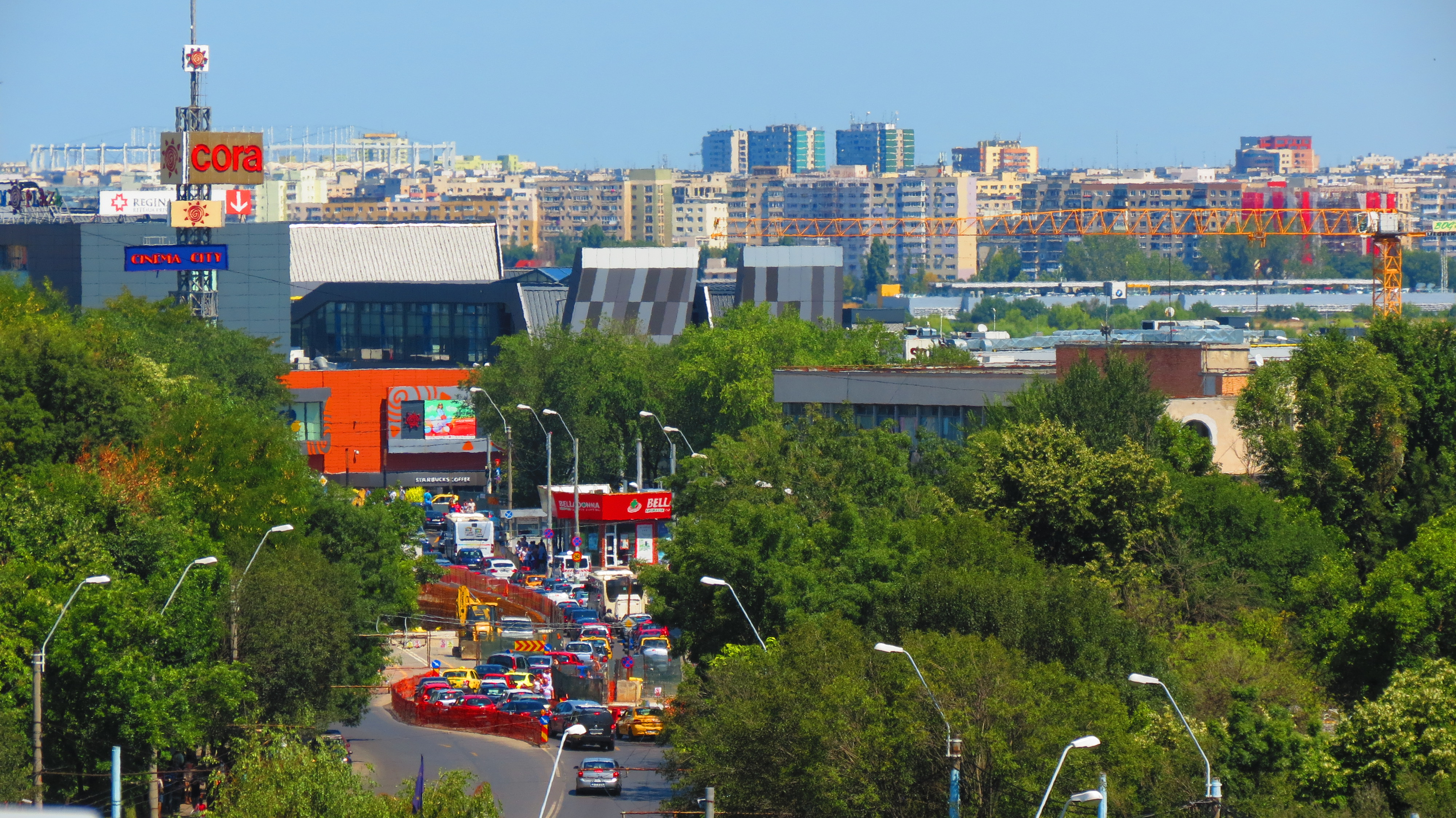
Veduta di Berceni, verso Piața Sudului
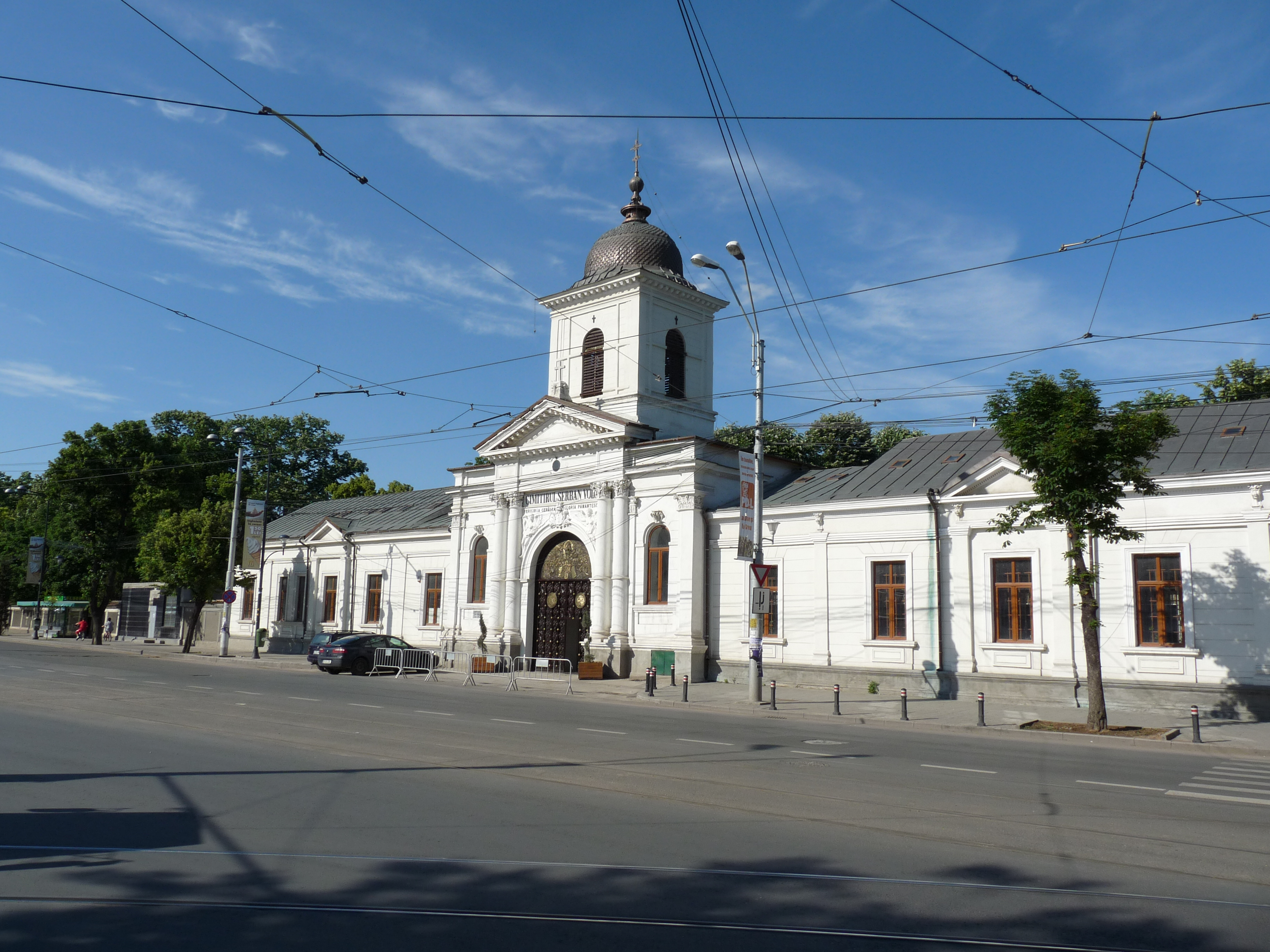
Entrata del cimitero Bellu
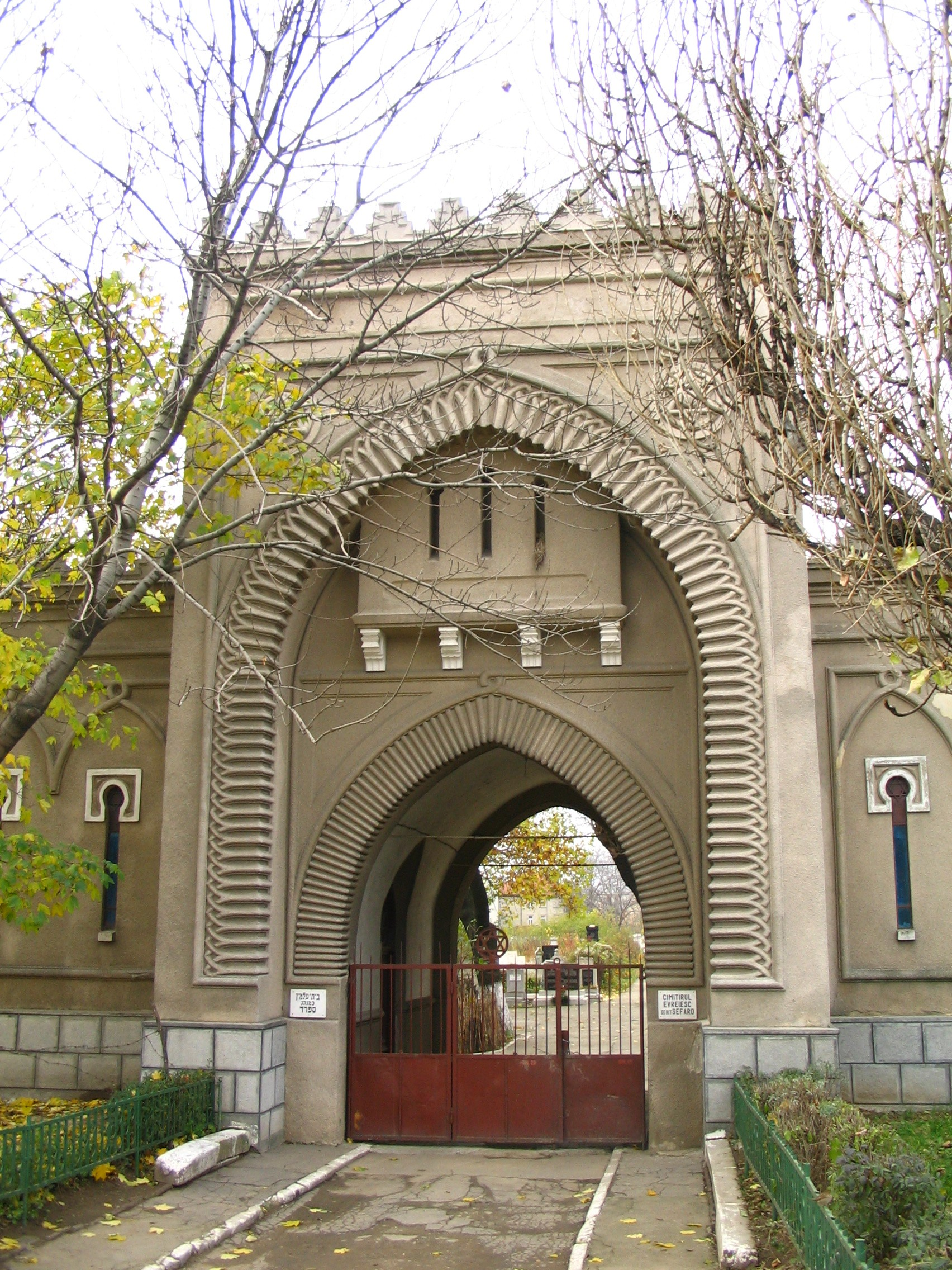
Entrata del cimitero ebraico
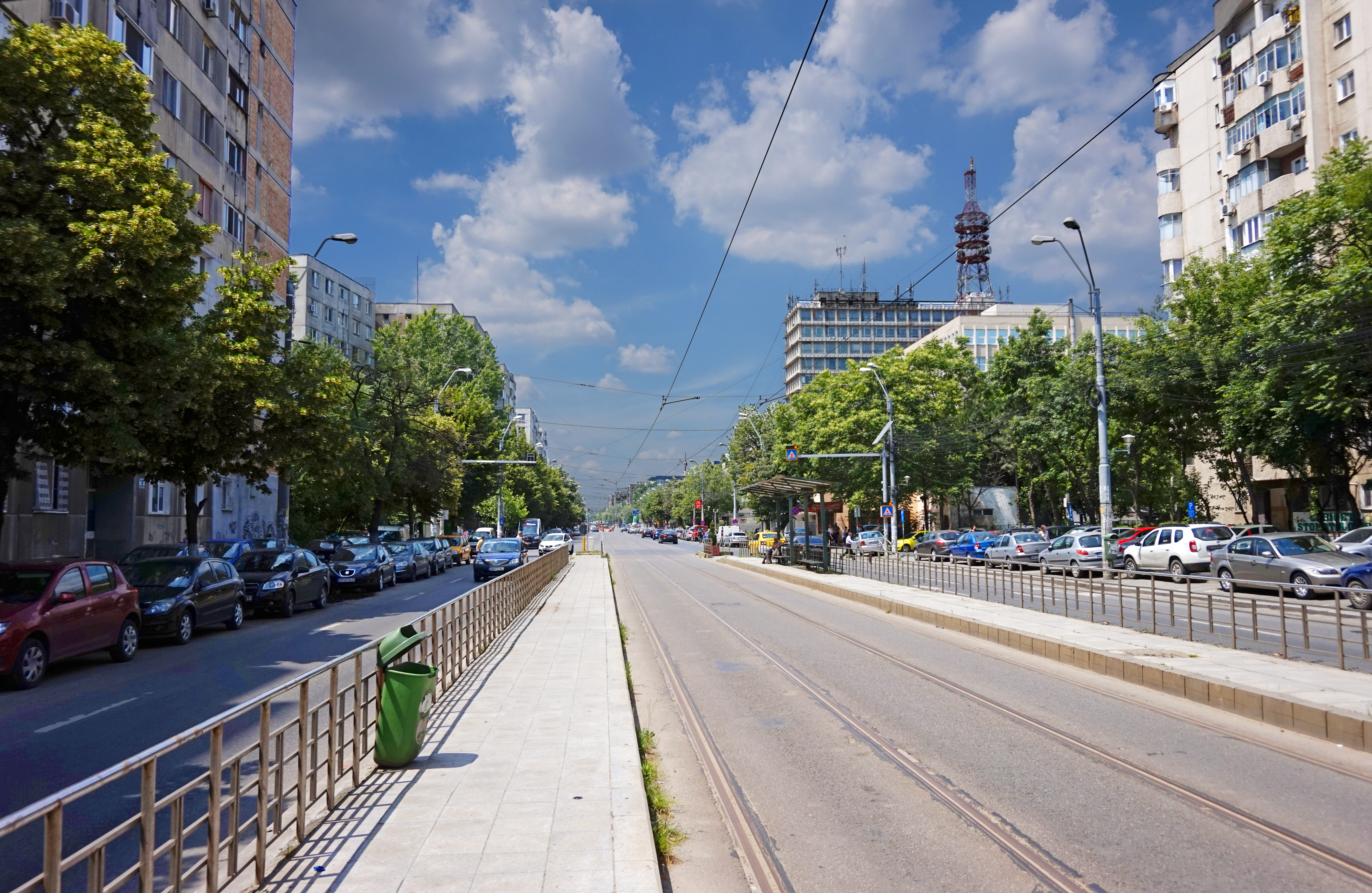
Șoseaua Olteniței
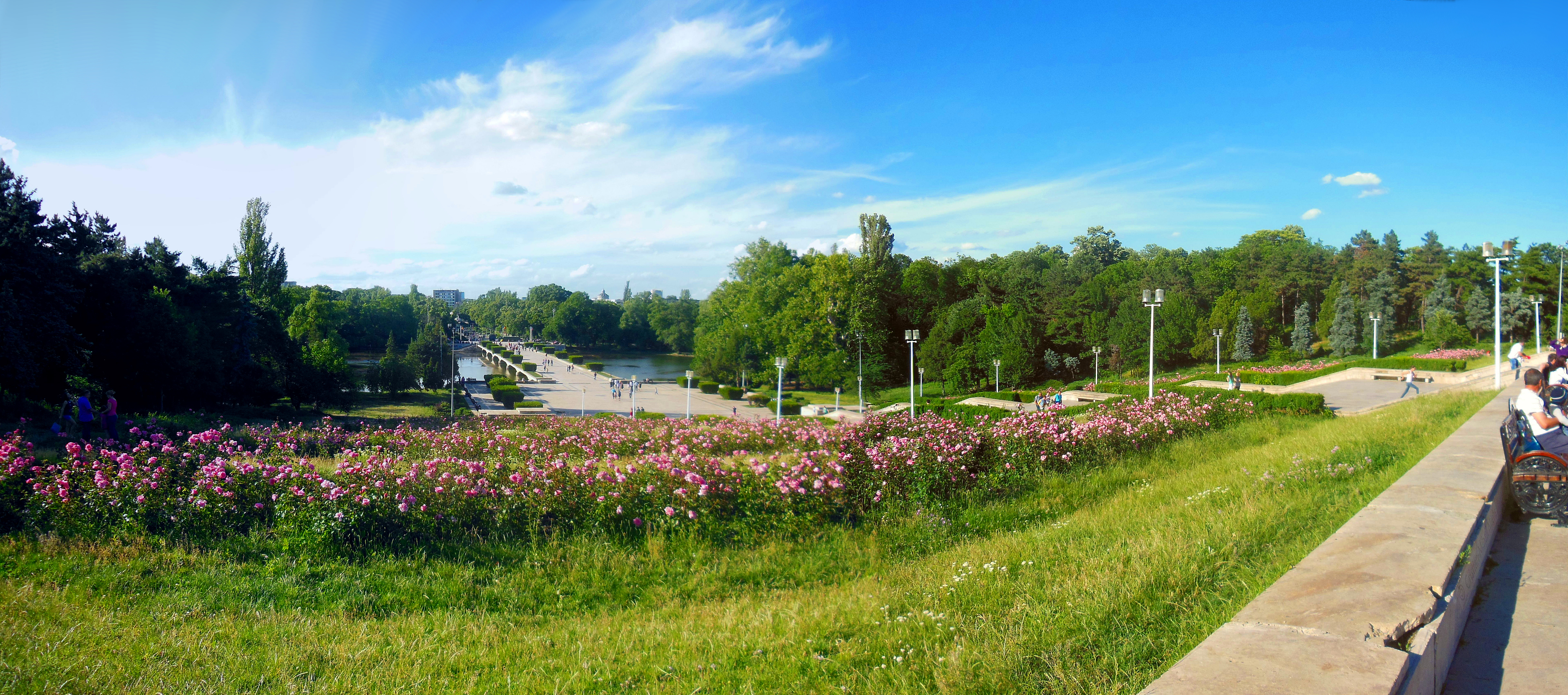
Parco Carol
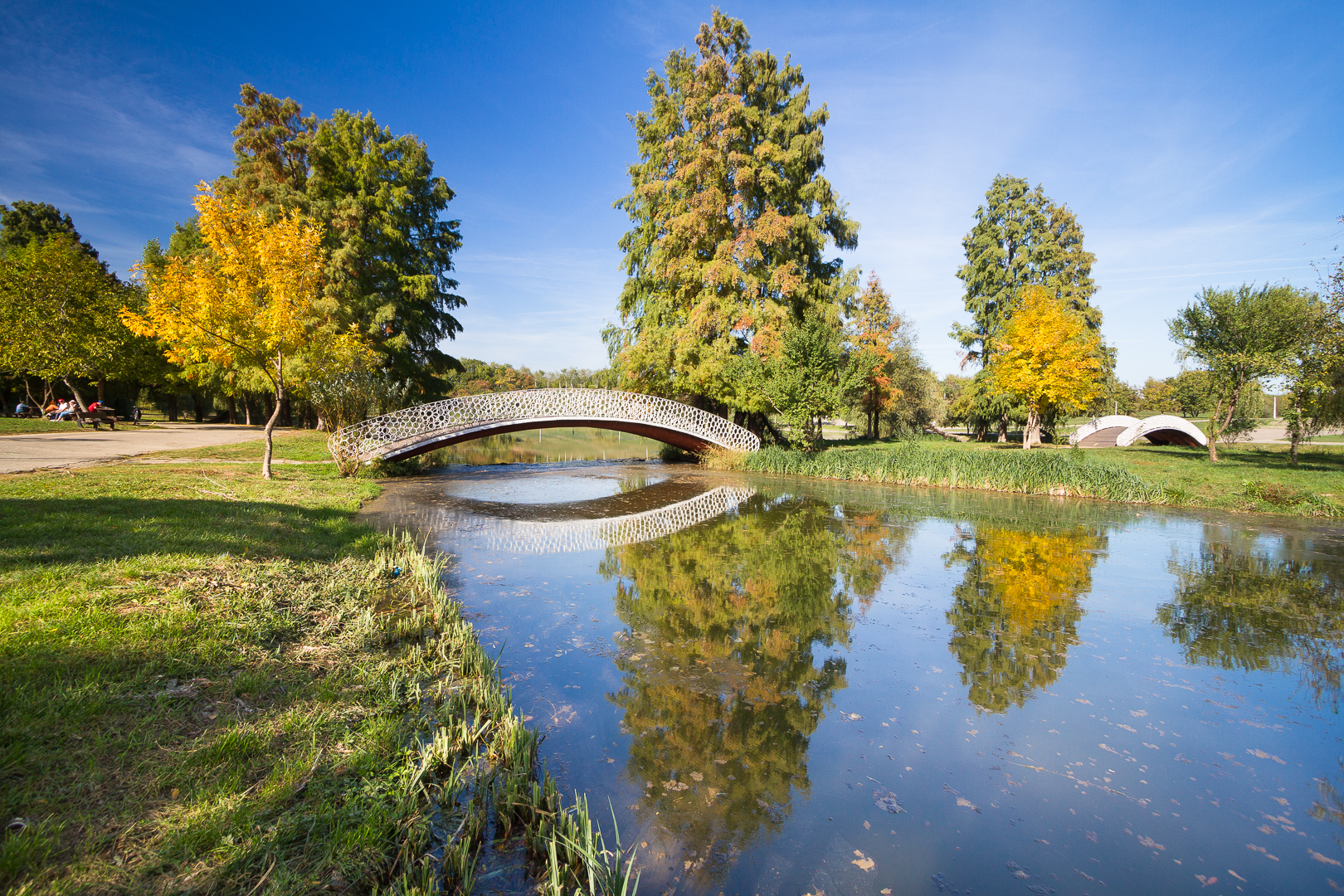
Parco Tineretului